# Lochiel's Warning
Lochiel's Warning är ett musikalbum från 2004 med Peter Asplund Quartet. Albumet tilldelades OrkesterJournalens "Gyllene Skivan" för år 2004.

## Låtlista
1. In a Sentimental Mood (Duke Ellington) – 10:13
2. 26 Steps (Peter Asplund) – 7:23
3. Falling in Love with Love (Richard Rodgers/Lorenz Hart) – 8:27
4. Summertime (George Gershwin/Ira Gershwin) – 6:59
5. Lochiel's Warning (Peter Asplund) – 5:48
6. Everything I Love (Cole Porter) – 8:37
7. Lose the Blues (Peter Asplund) – 2:30
8. Carpe Noctem (Peter Asplund) – 9:26
9. Beate (Peter Asplund) – 3:05

## Medverkande
- Peter Asplund – trumpet
- Jacob Karlzon – piano
- Hans Andersson – bas
- Johan Löfcrantz Ramsay – trummor